# Cristești, Vaslui
Cristești este un sat în comuna Puiești din județul Vaslui, Moldova, România.
Cristești este un sat înconjurat de văi, dealuri și păduri. El este situat la jumătatea drumului dintre Bârlad și Bacău. 
 Acest articol despre o localitate din județul Vaslui este deocamdată un ciot. Puteți ajuta Wikipedia prin completarea lui.